# Benedito Manhães Barreto
Benedito Manhães Barreto (Campos dos Goytacazes, 3 de junho de 1900 - Rio de Janeiro, 28 de dezembro de 1980) foi um político brasileiro, eleito deputado federal por São Paulo na legenda do Partido Social Progressista (PSP) no ano de 1950.

## Biografia
Benedito Manhães Barreto nasceu no município brasileiro de Campos no dia 3 de junho de 1900, filho de Joaquim Manhães Barreto e de Francisca Ribeiro de Castro Manhães. Veio a falecer na cidade do Rio de Janeiro no dia 28 de dezembro de 1980. Cursou o Colégio Diocesano São José, em Campos, e o Colégio Pedro II, na época Ginásio Nacional, no Rio de Janeiro, então Distrito Federal. Diplomou-se pela Universidade de Liège, na Bélgica, em 1926.
Engenheiro civil e economista, foi vice-presidente do Banco do Brasil durante o governo de Washington Luís (1926-1930), e secretário do Tesouro do Governo de São Paulo.
Em outubro de 1950, elegeu-se deputado federal por São Paulo na legenda do Partido Social Progressista (PSP), assumindo o mandato em fevereiro do ano seguinte. Membro da Comissão de Finanças da Câmara, no primeiro semestre de 1952 foi o relator junto à comissão do projeto do governo propondo a criação de uma sociedade de economia mista para a exploração do petróleo no Brasil. A Comissão de Finanças, como a de Economia, aceitou o projeto governamental praticamente sem restrições. A Comissão de Transportes apresentou uma emenda relativa ao pagamento de royalties aos estados onde o petróleo fosse extraído. Manhães Barreto questionou a constitucionalidade da emenda, o que provocou a consulta à Comissão de Constituição e Justiça. Decidido que a emenda era constitucional, o projeto foi transformado em lei, sancionada no dia 3 de outubro de 1953, regulamentando a política nacional do petróleo e determinando a criação da Petrobras.
Candidato à reeleição em 1954, na legenda da Coligação do Partido Republicano (PR) e o Partido Social Democrático (PSD), Manhães Barreto obteve apenas uma suplência, deixando a Câmara em janeiro de 1955.
Abandonando a vida pública, passou a administrar seus bens, entre eles uma usina de produção de álcool e aguardente situada na região de Campinas (SP).
Foi também vice-presidente do Banco Noroeste e membro da Federação da Indústria de São Paulo, da Sociedade Rural Brasileira, da Associação dos Bancos e da Associação Comercial de São Paulo.
Faleceu na cidade do Rio de Janeiro no dia 28 de dezembro de 1980.
Era casado com Sílvia da Franca Barreto, filha do ministro do STF Geminiano da Franca, com quem teve quatro filhos.